# Castello di Vespolate
Il castello di Vespolate è un complesso di edifici medioevali situati al centro del comune omonimo. L'incastellamento era costituito da basse casette utilizzate dalla popolazione per il ricovero delle derrate alimentari, come una sorta di ricetto, e da una rocca fortificata con alloggiamenti stabili, eretta dai vescovi di Novara.
Non si conosce l'origine della sua fondazione, un'ipotesi poco attendibile lo identifica con la fortezza fatta costruire dal vescovo Onorato alla fine del V secolo, mentre per altri fu fatto erigere da sant'Adalgisio nel IX secolo. Sicuramente esisteva già nel 1025 quando Corrado II donò la corte di Vespolate al vescovo Pietro III e successivamente se fa precisa menzione in un documento del 1053.
Fu probabilmente danneggiato nel 1361, durante le guerre tra Galeazzo II Visconti ed il marchese del Monferrato, ad opera dello stesso duca di Milano ed in seguito rimaneggiato. Il castello come lo vediamo oggi risale in gran parte ai secoli XIV-XVI.

## Struttura del complesso

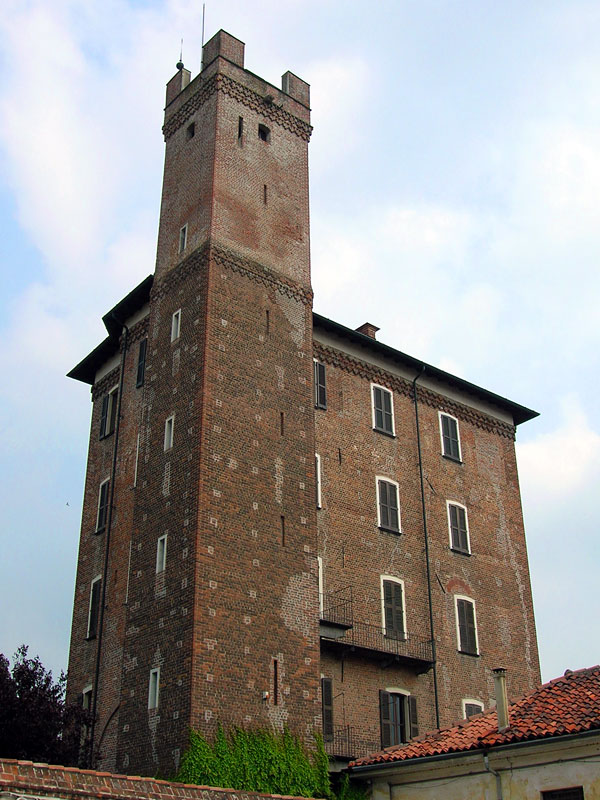
Il palazzo-torre della rocca, l'elemento più distintivo del castello

Oggi si è soliti definire "castello" la rocca vescovile che in realtà costituisce solamente una parte del più ampio complesso fortificato, originariamente circondato da un fossato lungo circa un chilometro. Fino al XVII secolo vi si accedeva attraverso un'unica porta con ponte levatoio sul lato meridionale, accanto all'attuale municipio. L'interno è stato ampiamente rimaneggiato nel corso dei secoli e le vecchie casupole medioevali sono oggi state sostituite da abitazioni di costruzione recente. L'antica struttura è ancora parzialmente visibile lungo il lato sud-occidentale, si tratta di una serie di edifici con andamento curvilineo che costituivano la fortificazione esterna a ridosso del fossato; all'ultimo piano era inoltre presente un camminamento di ronda. Un'ampia parte è crollata durante l'autunno dell'anno 2000.
La rocca era separata dal resto del castello da un ulteriore fossato: un ponte levatoio metteva in comunicazione le due parti: possedeva inoltre un accesso riservato sul lato occidentale e si ipotizza che ne potesse esistere un terzo sul lato nord. Due sono gli edifici ancora ben conservati che la compongono:
- l'alto palazzo-torre di forma quadrangolare, edificato nel 1351 dal vescovo Guglielmo da Cremona, sormontato a sud-ovest da una torretta. Il palazzo è stato con ogni evidenza sopraelevato di un piano in epoca barocca quando furono realizzati i soffitti interni a cassettoni (forse ai tempi del vescovo Bascapé). Al piano seminterrato si possono ancora osservare i possenti archi gotici della struttura originaria. L'esterno si presenta interamente rivestito in mattoni. Si sviluppa in altezza su cinque piani su cui si aprono numerose finestre simmetricamente disposte;
- il torrione, una costruzione più bassa della rocca, a cui un tempo era unita, posta all'angolo nord-ovest del complesso e decorata da archetti pensili a due terzi di altezza. In origine qui aveva sede il tribunale con annessa camera delle torture. Una serie di merli alla ghibellina sono oggi inglobati nella struttura che sostiene il tetto.

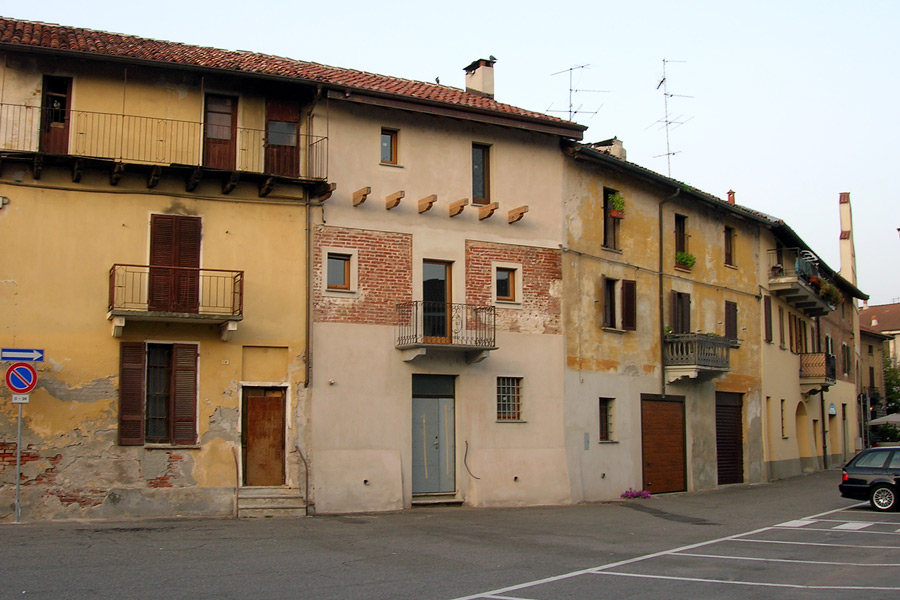
Edifici del perimetro sud-occidentale

Sul lato occidentale si riconoscono i resti dell'antico ponte levatoio munito di postierla, sormontato da numerosi stemmi affrescati. Il giardino circostante fu creato nel 1568.
La rocca restò dimora vescovile fino al 1866, nonostante le varie infeudazioni del borgo durante la dominazione ducale e spagnola. Nel 1868 fu venduta all'asta ed acquistata dal conte Francesco Borgogna. In seguito ad altri passaggi di proprietà, negli anni ottanta è stata acquistata da una famiglia di Galliate che l'ha ampiamente restaurata per farne propria residenza privata.